# Anne (impératrice de Russie)
Pour les articles homonymes, voir Anne de Russie.
Anna Ivanovna, née le 28 janvier 1693 (7 février dans le calendrier grégorien) à Moscou et morte le 17 octobre 1740 (28 octobre dans le calendrier grégorien)  à Saint-Pétersbourg, fille du tsar Ivan V et nièce de Pierre le Grand, est une princesse russe de la maison des Romanov, duchesse de Courlande de 1710 à 1730, impératrice de Russie du 5 février 1730 au 28 octobre 1740.

## Biographie

### Enfance
Quatrième fille du tsar Ivan V et de Prascovia Saltykova, et nièce de Pierre Ier, Anne Ivanovna n'a pas reçu d'instruction approfondie, à part quelques rudiments d'allemand. 

### Duchesse de Courlande (1710-1730)
En 1710, âgée de 17 ans, elle est mariée à Frédéric III Guillaume Kettler, duc de Courlande (1692-1711). Son mari décède subitement l'année suivante pour avoir abusé des « boissons échauffantes ». La jeune veuve, sans enfant, demeure pendant 19 ans à Mitau sans se remarier. 
Elle a cependant des amants : d'abord Pierre Bestoujev (en), qui dirige effectivement le duché, puis à l'occasion d'une absence de Bestoujev, un certain Ernst Johann Bühren, petit-fils d'un palefrenier des écuries ducales, dont la famille a été anoblie en Pologne en 1638.[réf. nécessaire]
En 1726 Maurice de Saxe, fils légitimé de l'électeur de Saxe et roi de Pologne Auguste II, est élu duc de Courlande et un moment promis à Anne. Mais Auguste II incorporant cette province dans son propre royaume[réf. nécessaire], il quitte la Courlande et retourne en France mettre ses talents militaires au service de Louis XV.

### Accession au trône de Russie

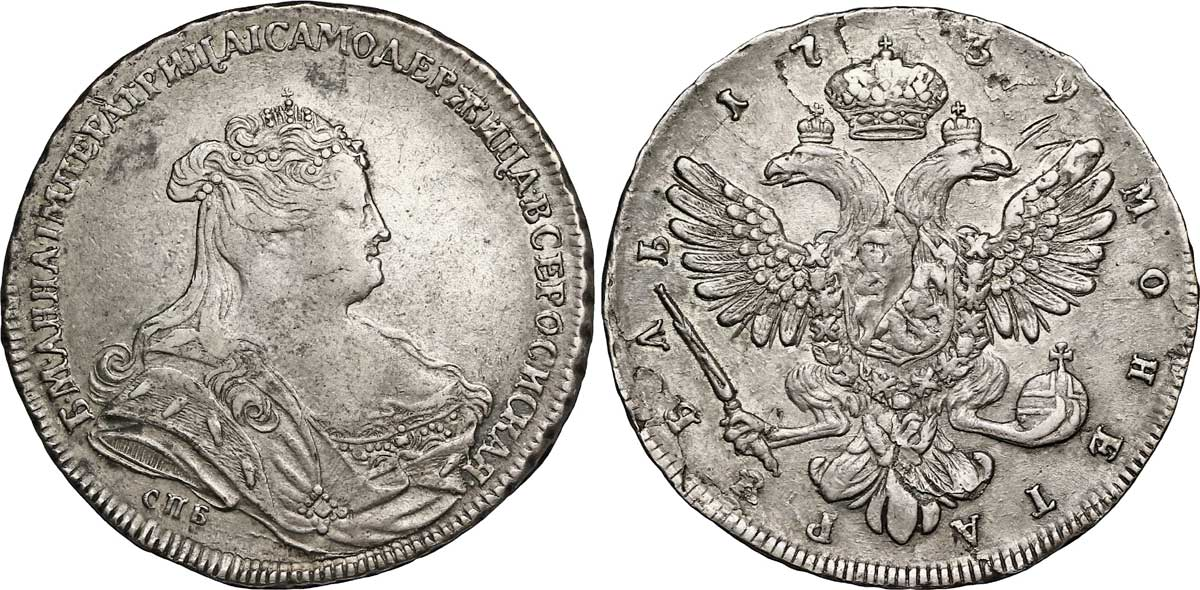
Un rouble d'argent à l'effigie d'Anne Ire (1739).

Si elle n'a pas totalement rompu avec la cour de Russie, Anne n'y a pas de partisans. Son accession au trône de Russie semble donc improbable. 
À la mort de Pierre le Grand en février 1725, le pouvoir revient à sa seconde épouse, Catherine Ire (et à son favori Alexandre Menchikov). Après la disgrâce de Menchikov et la mort de Catherine Ire en 1727, c'est Pierre II, petit-fils de Pierre le Grand, qui devient tsar. Avec lui s'affirme la famille Dolgorouki, dont une fille doit épouser le nouvel empereur. Signe d'un retour au passé, Moscou redevient la capitale de l'État russe. 
Mais le 30 janviergrég. 1730, Pierre II meurt de la variole avant son mariage. Le Conseil privé, qui représente les intérêts des grandes familles aristocratiques de l'empire délibère pour choisir le nouveau souverain en lui imposant un certain nombre de règles. Cette faction est dirigée par le prince Dmitri Golitsyne. Le Conseil privé rédige un manifeste destiné à être signé par le successeur de Pierre II et choisit, parmi les représentants de la famille Romanov susceptibles de régner, Anna Ivanovna. La Russie instaure pour la première fois un régime constitutionnel,
Anna se plie d'abord aux exigences du Conseil privé. Mais arrivée à Saint-Pétersbourg le 10 février 1730, soutenue par une majorité de nobles, elle déchire purement et simplement le document qu'on lui présente pour ratification. La nouvelle impératrice est couronnée à Moscou peu de temps après.

### Tsarine de Russie (1730-1740)
Son règne de dix ans laisse aux Russes un souvenir déplaisant : plus allemande que russe, hautaine, paresseuse, elle est peu intéressée par les affaires publiques, dont elle ne s'occupe que par intermittence et laisse son pays dans la famine, déléguant le pouvoir à son favori, Ernst Johann von Biron, comme il se fait appeler désormais, prétendant être apparenté à la famille française des Biron.

#### Politique extérieure
En 1734, l'Ukraine est annexée de façon définitive à l'Empire russe.
En 1735, la Russie entame une nouvelle guerre avec l'Empire ottoman, la guerre russo-turque de 1735-1739, qui aboutit au traité de Belgrade en 1739 : la Russie y gagne quelques maigres territoires après avoir subi des pertes humaines importantes.

#### Labironovchtchina
Le favori de l'impératrice, Ernst Johann von Biron a les pleins pouvoirs. Dès 1730, il obtient de l'empereur Charles VI le titre de comte d'Empire, pouvant se faire appeler Graf von Biron (« comte de Biron ») et l'accès à la chevalerie de Courlande, qui lui permettra de devenir duc de Courlande en 1737.
Durant le rigoureux hiver 1739-1740, l' impératrice fait construire une maison de glace où est organisée une fête célébrant une victoire, mais humiliant une servante et un prince disgracié. 
Le favori s'entoure de ministres et généraux allemands mus par l’appât du gain[réf. nécessaire]. Ensemble, ils inaugurent en Russie un régime de terreur, favorisent la délation et déstabilisent la société russe. On appelle cette époque la bironovchtchina (le « gâchis à la Biron »).

#### Fin du règne et succession
Anna Ivanovna n'ayant pas d'enfant, elle désigne pour lui succéder le petit-fils de sa sœur Catherine, Ivan, né en 1740 d'Anna Léopoldovna de Mecklembourg-Schwerin et d'Antoine-Ulrich de Brünswick-Wolfenbüttel. 
Atteinte d'une grave maladie des reins (la maladie de la pierre), elle meurt le 28 octobre 1740 en désignant Biron pour assurer la régence durant la minorité d'Ivan VI.

### Des intérêts particuliers

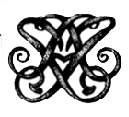
Monogramme de l'impératrice Anne Ire de Russie

#### Une collection de nains et d'estropiés
Anna Ivanovna se passionnait pour les êtres difformes et hideux. Elle collectionna des nains et des estropiés, chacun portant un sobriquet : Beznojka (la femme cul-de-jatte), Borbouchka (la bossue). Six d'entre eux eurent sa préférence. Mikhaïl Alexeïevitch Galitzine (ru), de naissance noble, fut l'un des bouffons de l'impératrice en raison de sa conversion au catholicisme. 

#### Le mariage de Galitzine
Anna Boujeninova (ru), une vieille Kalmouke dont l'effrayante laideur apeura les prêtres, fut mariée par la tsarine à Mikhaïl Alexeïevitch Galitzine. L'organisation du mariage fut assurée par Anne Ivanovna. Ce fut une mascarade, les nouveaux mariés passèrent leur nuit de noces dans un palais en blocs de glace construit sur l'ordre de la tsarine (6 février 1740).

## Distinctions
- Ordre de Saint-André :
- Ordre de Sainte-Catherine (1re classe) :